# Ophonus
Ophonus Dejean, 1821, è un genere di coleotteri della famiglia dei Carabidi, originario del Paleartico.

## Biologia

### Comportamento
Hanno abitudini soprattutto notturne.

### Alimentazione
Si nutrono di sostanze vegetali o di larve di altri coleotteri.

## Tassonomia
Il genere ricomprende 69 specie, suddivise in 6 sottogeneri:
- Sottogenere Brachyophonus Sciaky, 1987
  - Ophonus krueperi Apfelbeck, 1904
  - Ophonus vignai Sciaky, 1987
- Sottogenere Hesperophonus Antoine, 1959
  - Ophonus azureus (Fabricius, 1775)
  - Ophonus bartoni (Maran, 1935)
  - Ophonus chlorizans (Solsky, 1874)
  - Ophonus convexicollis (Menetries, 1832)
  - Ophonus cribricollis (Dejean, 1829)
  - Ophonus jailensis (Schauberger, 1926)
  - Ophonus libanigena (Brulerie, 1876
  - Ophonus longicollis (Rambur, 1838
  - Ophonus longipilis (Sciaky, 1987
  - Ophonus minimus (Motschulsky, 1845
  - Ophonus pumilio (Dejean, 1829)
  - Ophonus rebellus (Schauberger, 1926)
  - Ophonus rotundatus (Dejean, 1829)
  - Ophonus similis (Dejean, 1829)
  - Ophonus subquadratus (Dejean, 1829)
  - Ophonus wolfi (Wrase, 1995)
- Sottogenere Incisophonus Sciaky, 1987
  - Ophonus incisus (Dejean, 1829)
- Sottogenere Macrophonus Tschitscherine, 1901
  - Ophonus houskai (Jedlicka, 1955)
  - Ophonus oblongus (Schaum, 1858)
  - Ophonus phoenix (Tschitscherine, 1902)
- Sottogenere Metophonus Bedel, 1897
  - Ophonus achilles (Sciaky, 1987)
  - Ophonus austrocaspicus (Kataev & Belousov, 2001)
  - Ophonus berberus (Antoine, 1925)
  - Ophonus brevicollis (Audinet-serville, 1821)
  - Ophonus castaneipennis (Sciaky, 1987)
  - Ophonus cordatus (Duftschmid, 1812)
  - Ophonus cribratus (Peyron, 1858)
  - Ophonus cribrellus (Reiche & Saulcy, 1855)
  - Ophonus cunii (Fairmaire, 1880)
  - Ophonus davatchii (Morvan, 1981)
  - Ophonus elegantulus (Sciaky, 1987)
  - Ophonus ferrugatus (Reitter, 1902)
  - Ophonus gabrieleae (Wrase, 1987)
  - Ophonus gammeli (Schauberger, 1932)
  - Ophonus hittita (Sciaky, 1987)
  - Ophonus hystrix (Reitter, 1894)
  - Ophonus israelita (Brulerie, 1876)
  - Ophonus jeanneli (Sciaky, 1987)
  - Ophonus judaeus (Brulerie, 1876)
  - Ophonus melletii (Heer, 1837)
  - Ophonus ophonoides (Jedlicka, 1958)
  - Ophonus parallelus (Dejean, 1829)
  - Ophonus puncticeps (Stephens, 1828)
  - Ophonus puncticollis (Paykull, 1798)
  - Ophonus rufibarbis (Fabricius, 1792)
  - Ophonus rupicola (Sturm, 1818)
  - Ophonus sahlbergianus (Lutshnik, 1922)
  - Ophonus scharifi (Morvan, 1977)
  - Ophonus schaubergerianus (Puel, 1937)
  - Ophonus sciakyi (Wrase, 1990)
  - Ophonus stricticollis (Tschitscherine, 1893)
  - Ophonus subsinuatus (Rey, 1886)
  - Ophonus syriacus (Dejean, 1829)
  - Ophonus transversus (Motschulsky, 1844)
  - Ophonus veluchianus (G.Muller, 1931)
  - Ophonus wrasei (Sciaky, 1987)
  - Ophonus xaxarsi (Schauberger, 1928)
- Sottogenere Ophonus Dejean, 1821
  - Ophonus ardosiacus (Lutshnik, 1922)
  - Ophonus battus (Reitter, 1900)
  - Ophonus diffinis (Dejean, 1829)
  - Ophonus franziniorum (Sciaky, 1987)
  - Ophonus heinzi (Wrase, 1991)
  - Ophonus laticollis (Mannerheim, 1825)
  - Ophonus opacus (Dejean, 1829)
  - Ophonus quadricollis (Dejean, 1831)
  - Ophonus sabulicola (Panzer, 1796)
  - Ophonus stictus (Stephens, 1828)